# Stephanie von Milly (Gibelet)
Stephanie von Milly († um 1197) war eine Adlige in der Grafschaft Tripolis. Sie war mit den Herren von Botron und Gibelet verheiratet.

## Eltern
Ihr Vater war Heinrich von Milly, Herr (Kastellan?) von Arabia Petra, Bruder von Philipp von Milly. Ihre Mutter war Agnes Garnier, Tochter des Eustach II. Garnier, Graf von Sidon.

## Ehe und Nachkommen
In erster Ehe war sie mit Wilhelm Dorel, dem Herrn von Botron, verheiratet. Mit ihm hatte sie eine Tochter, Cäcilia (Lucie). Diese wurde dem flämischen Ritter Gérard de Ridefort zur Ehe versprochen, heiratete aber schließlich den reichen pisanischen Kaufmannssohn Plebanus. Gérard de Ridefort trat enttäuscht dem Templerorden bei, wo er später zum Großmeister aufstieg.
In zweiter Ehe heiratete sie um 1179 Hugo III. Embriaco, den Herrn von Gibelet, der 1196 starb. Die Herrschaft Gibelet war seit 1187 von Saladin besetzt. 1197 begleitete sie eine deutsche Kreuzfahrerarmee zur Belagerung von Gibelet, wo sie eine Wache bestach, damit ihnen die Tore geöffnet würden. Kurz danach scheint sie gestorben zu sein. Mit Hugo hatte sie zwei Söhne, Guido I. Embriaco, der 1197 die Herrschaft Gibelet zurückerhielt, und Hugo, sowie zwei Töchter, Plaisance, die den Fürsten Bohemund IV. von Antiochia heiratete, und Pavia, die Garnier l’Aleman heiratete.